# Dmitri Krioukov
Pour les articles homonymes, voir Krioukov.
Dmitri Lvovitch Krioukov (Дми́трий Льво́вич Крю́ков) (1809-1845) est un philologue-classique russe, professeur ordinaire de l'université impériale de Moscou.

## Biographie
Il naît dans la famille d'un enseignant de dessin de l'université de Kazan. Il est élevé à demeure. Il termine ses études de littérature russe à l'université de Kazan (1827), puis il entre à la nouvelle école normale de Dorpat, où il arrive à parler avec facilité et élégance en latin.
En 1833, il est élevé au titre de docteur en philosophie après avoir sa thèse: In Taciti Agricolam observationes (Dorpat, 1832), puis il est envoyé à Berlin suivre les cours d'August Böckh.
En 1835, Krioukov est nommé professeur extraordinaire de littérature latine  et d'antiquité romaine à l'université de Moscou où il donne aussi des cours d'histoire antique; en 1837, il est nommé professeur ordinaire. Il enseigne aussi le latin à l'institut noble de Moscou.
Ses travaux sont publiés : Agricola de Tacite, avec notes (Moscou, 1836); De Q. Curtii Rufi aetate, 1836 (Moscou, 1836) et Andeutungen über den ursprünglichen Religionsunterschied der Römischen Patricier und Plebeier (Leipzig, 1849, sous le pseudonyme de Dr. D. Pellegrino). Krioukov publie des articles dans Le Moscovite en 1841:
« Sur la nature tragique de l'histoire de Tacite » et « Quelques mots sur le cas de l'art dramatique à propos du jeu de M. Karatyguine.
Il meurt en 1845. Il est inhumé au cimetière Vagankovo (2e division).
Esthète de nature et d'éducation, humaniste, plein de grâce et d'inspiration, Krioukov, en tant que professeur, a fait une impression irrésistible sur le public cultivé de l'époque ; il était souvent cité aux côtés de Granovski. Fet a dédié à la mémoire de Krioukov un poème plein de sensibilité.

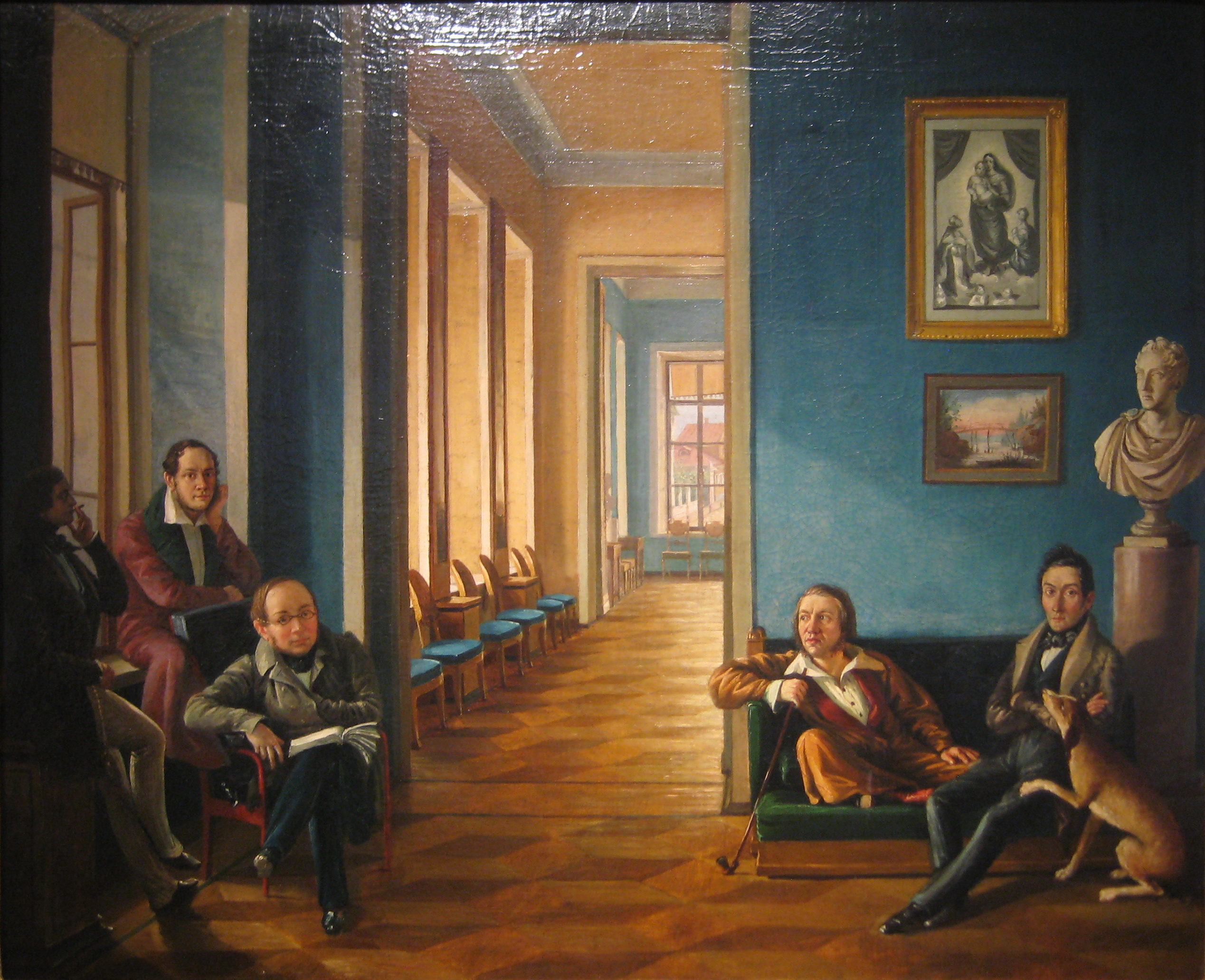
N.I. Podklioutchnikov.
Intérieur de l'appartement d'A.M. Filamofitski à Moscou, ruelle Antipiev, près de la rue Volkhonka, après 1835.
De g. à dr. : Sokolski, Filomafitski, Redkine, D. L. Krioukov, Inozemtsev.